# Уловка Саксби
Уловка Саксби — механизм, с помощью которого президент США может обойти закон, запрещающий действующим или бывшим членам Конгресса США занимать государственные должности, в период их правления созданные или получившие повышенный оклад. Суть механизма заключается в снижении зарплаты до прежнего уровня. Название дано по имени сенатора Уильяма Саксби, при назначении которого на должность министра юстиции данным механизмом воспользовался Ричард Никсон.